# Monte Cas
Der Monte Cas, auch Monte Castello di Tignale oder nur Monte Castello (alternative Schreibweise Montecastello), ist ein 779 m s.l.m. hoher Berg am Westufer des Gardasees in der italienischen Provinz Brescia in der Region Lombardei nahe dem Ort Tignale. Er zählt zur Gebirgsgruppe der Gardaseeberge. Nahe dem Gipfel befindet sich die Wallfahrtskirche Madonna di Montecastello.
Am Gipfel befinden sich die ehemalige Stellung eines Artilleriebeobachters sowie Kavernen und Stollen der italienischen Armee aus dem Ersten Weltkrieg. Der Monte Cas ist zum Teil Naturschutzgebiet und bietet einen exzellenten Ausblick auf den Gardasee.

## Geographie
Der Monte Cas stürzt an seiner Südostseite zwischen Tignale und Campione del Garda wie eine Felsklippe bis zu 650 m tief zum Gardasee ab. An dieser vom Etschgletscher geformten Seite befinden sich zahlreiche Kletterrouten. Die Nordwestseite flacht dagegen seicht auf mit Wald bewachsenen Hängen ab. Im Nordosten bildet das Valle San Michele einen tiefen, klammähnlichen Einschnitt, der die Hochflächen von Tremosine im Norden und Tignale im Süden voneinander trennt. Der Kammbereich und die Ostflanke des Monte Monte Cas sind Teil des NATURA 2000 Schutzgebietes Monte Cas – Cima di Corlor. Letzteres gehört zum Regionalpark Parco Alto Garda Bresciano.

## Geschichte
Nach dem italienischen Kriegseintritt im Mai 1915 konnte die italienische Armee bis in das Val di Ledro vorrücken, nachdem sich die österreichisch-ungarische Armee auf leichter zu verteidigende Positionen am nördlichen Rand des Val di Ledro zurückgezogen hatte. Zunächst verlief die italienische Hauptwiderstandslinie entlang des südlichen Bergkammes der vom Passo Rocchetta über den Passo Nota, den Tremalzopass und darüber hinaus entlangführt. Ende 1917 begannen die Italiener nach der verheerende Niederlage in der Zwölften Isonzoschlacht ihre Verteidigung in diesem Bereich neu zu organisieren und auszubauen. Besonderes Augenmerk legte man auf die Straße, die von Tremosine nach Tignale führt, da sie die einzige Fahrstraße an der Westseite des Sees war und sich bei einem gegnerischen Vormarsch vom Val di Ledro aus, als wichtigste Einbruchsstelle erweisen würde.
Zu diesem Zweck wurden von der 1ª Armata eine Reihe von Stellungen errichtet, mit denen ein Vormarsch auf dieser Straße aufgehalten werden sollte. Der Monte Cas wurde zu einem der Eckpfeiler der italienischen Verteidigung südlich des Val San Michele ausgebaut. Zwischen der Wallfahrtskirche Madonna di Montecastello und dem Monte Cas wurden vier Batterien mit insgesamt zwölf Geschützen unterschiedlichster Kaliber in Stellung gebracht, darunter zwei Geschütze in kavernierten ausbetonierten Stellungen, die den kleinen Übergang Pontesel über das Val San Michele unter Beschuss nehmen konnten. Zum Stellungssystem gehörten auch Maschinengewehr-, Granatwerfer-, Scheinwerferstellungen und eine Artilleriebeobachterstellung unter einer Betonkuppel im Gipfelbereich. Für die Nahverteidigung wurden zudem Schützengräben ausgehoben. Die Geschütze wurde auf einer extra angelegten Straße auf den Monte Cas gebracht. Zur Versorgung errichtete man mehrere Seilbahnen, über die auch das Wasser auf den sonst wasserlosen Berg gebracht wurde. In zwei extra angelegten Zisternen wurde das so auf den Berg gebrachte Wasser gesammelt.
In der Nachkriegszeit wurden durch das Heraussprengen der Stahlträger zur Eisengewinnung die mit Stahlbeton errichteten Stellungen zum Teil zerstört.

## Flora und Fauna
Die Flora des Monte Cas ist überwiegend geprägt von Bäumen wie Esskastanien, Buchen, Steineichen, und Nadelhölzern. In den steilen Ostwänden kommt der unter Schutz stehende, endemische Felsen-Seidelbast vor. Der Monte Cas ist zudem Habitat von zahlreichen Vogelarten, darunter 59 Arten die unter die Vogelschutzrichtlinie fallen und zum Teil hier nisten, wie beispielsweise Habicht, Sperber, Steinkauz und Uhu.

## Normalweg
Der Normalweg führt vom Parkplatz der Wallfahrtskirche Madonna di Montecastello am Südwestgrat in etwa 30 Minuten zum Gipfel.

## Verkehrsanbindung
Der Monte Cas ist mit der Provinzstraße SP 38 und den damit verbundenen Orten Tignale und Prabione verbunden.

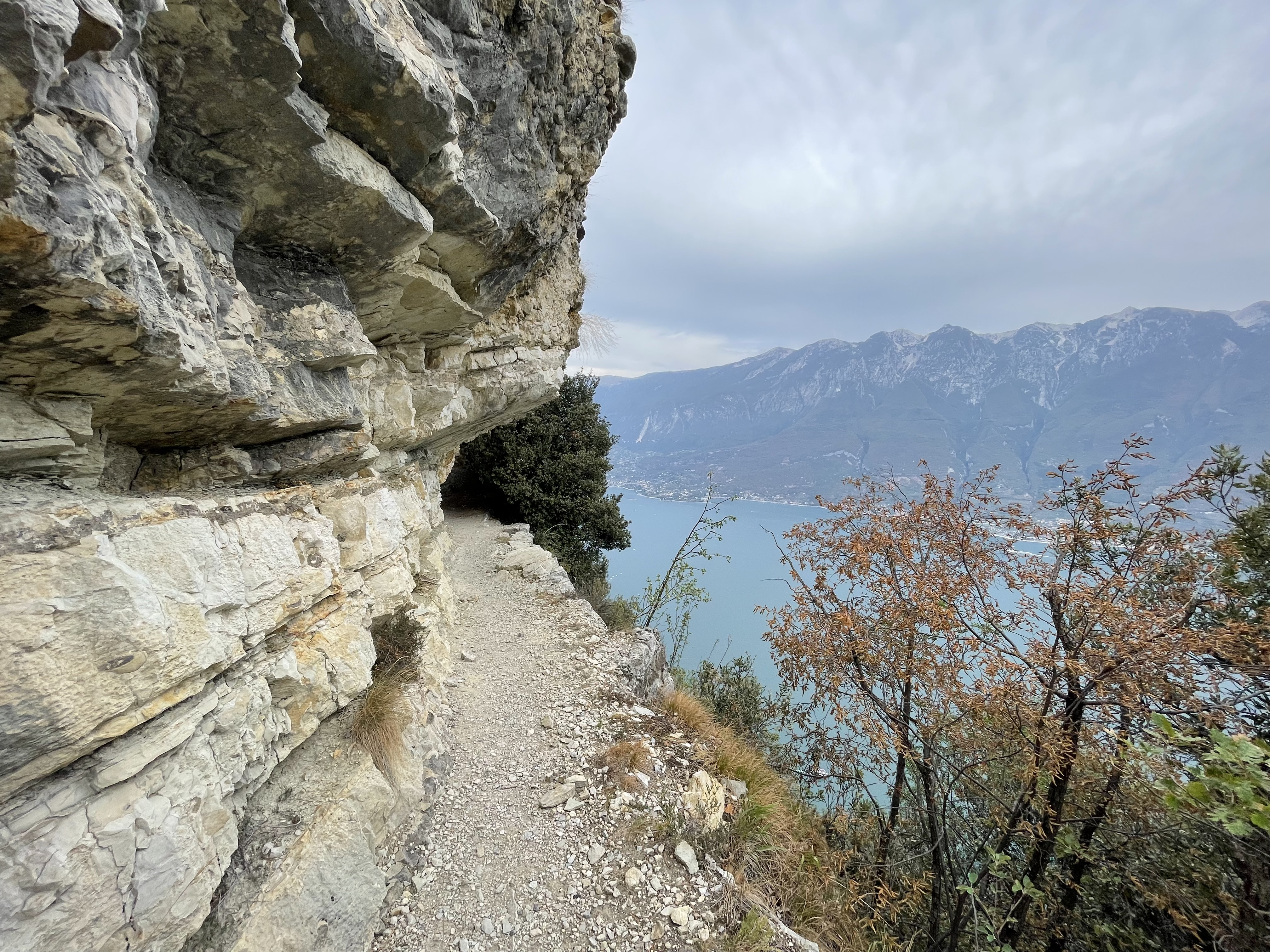
Blick vom Monte Cas auf das Ostseite des Gardasees mit dem Monte Baldo
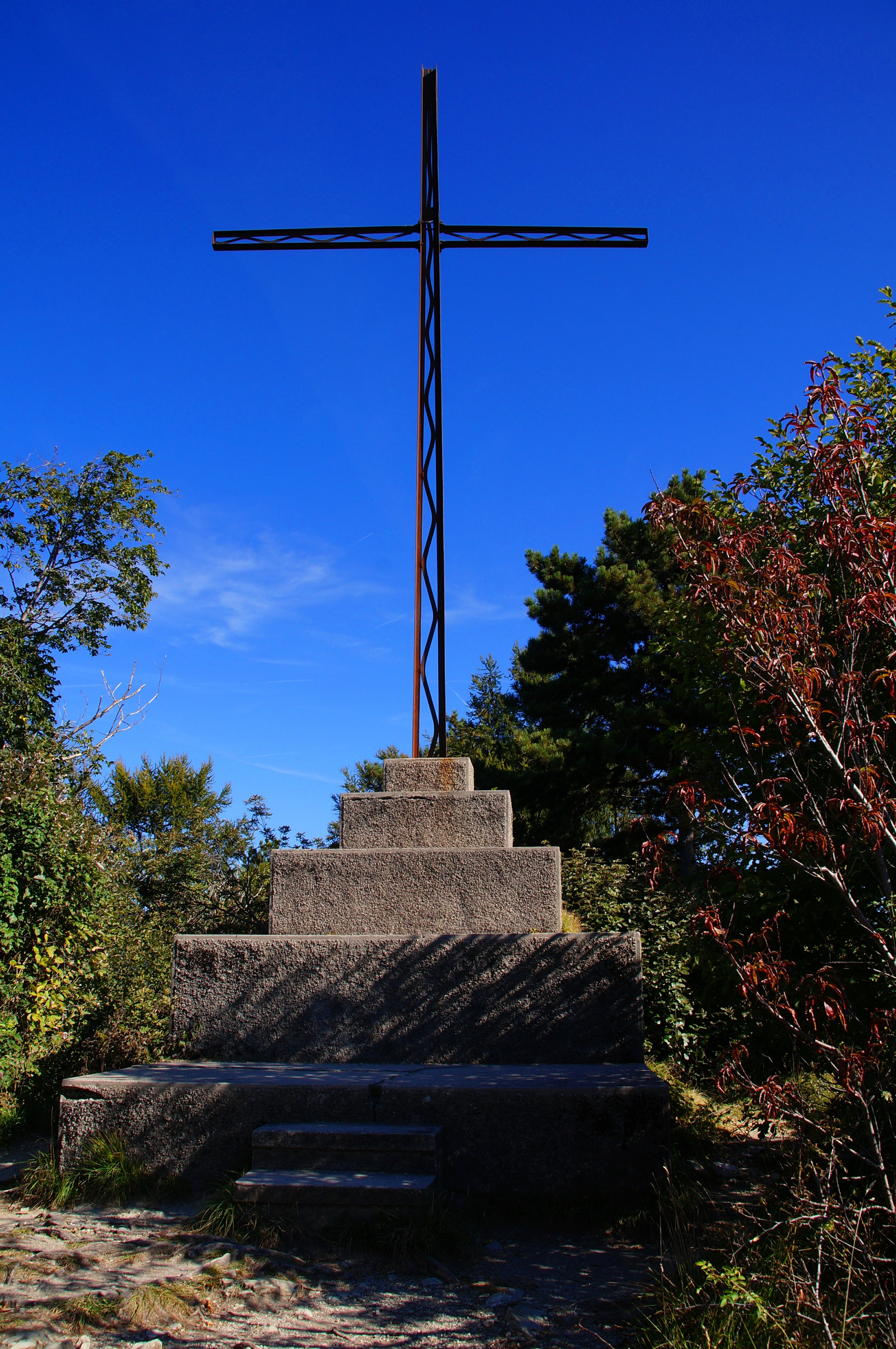
Das Gipfelkreuz auf dem Monte Castello
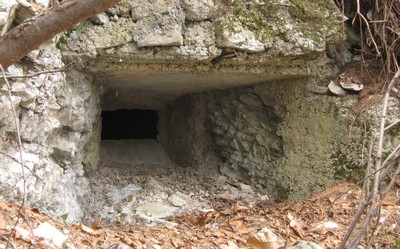
Maschinengewehrstand am Monte Cas
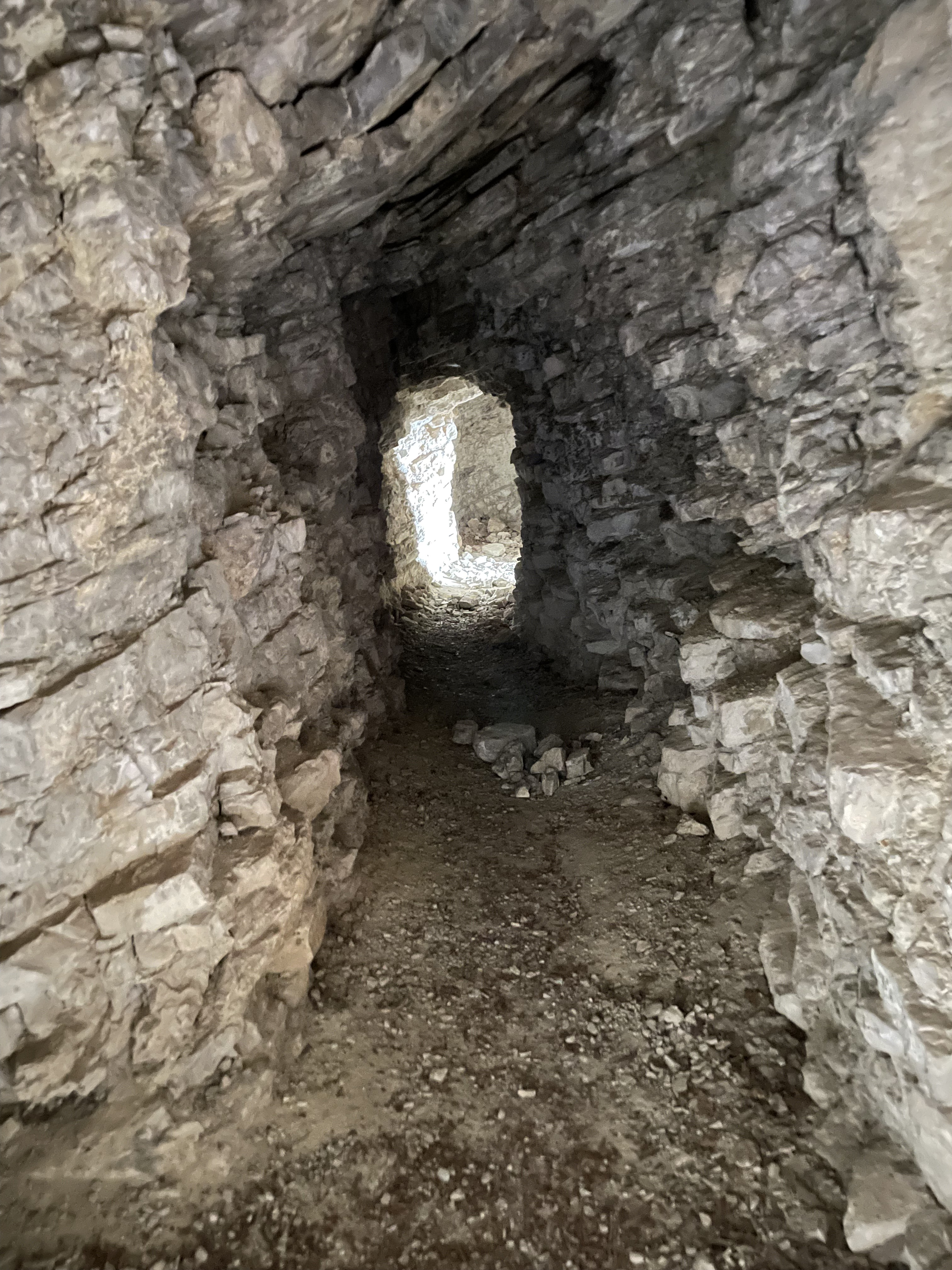
Stollen aus dem Ersten Weltkrieg nahe dem Gipfel des Monte Cas
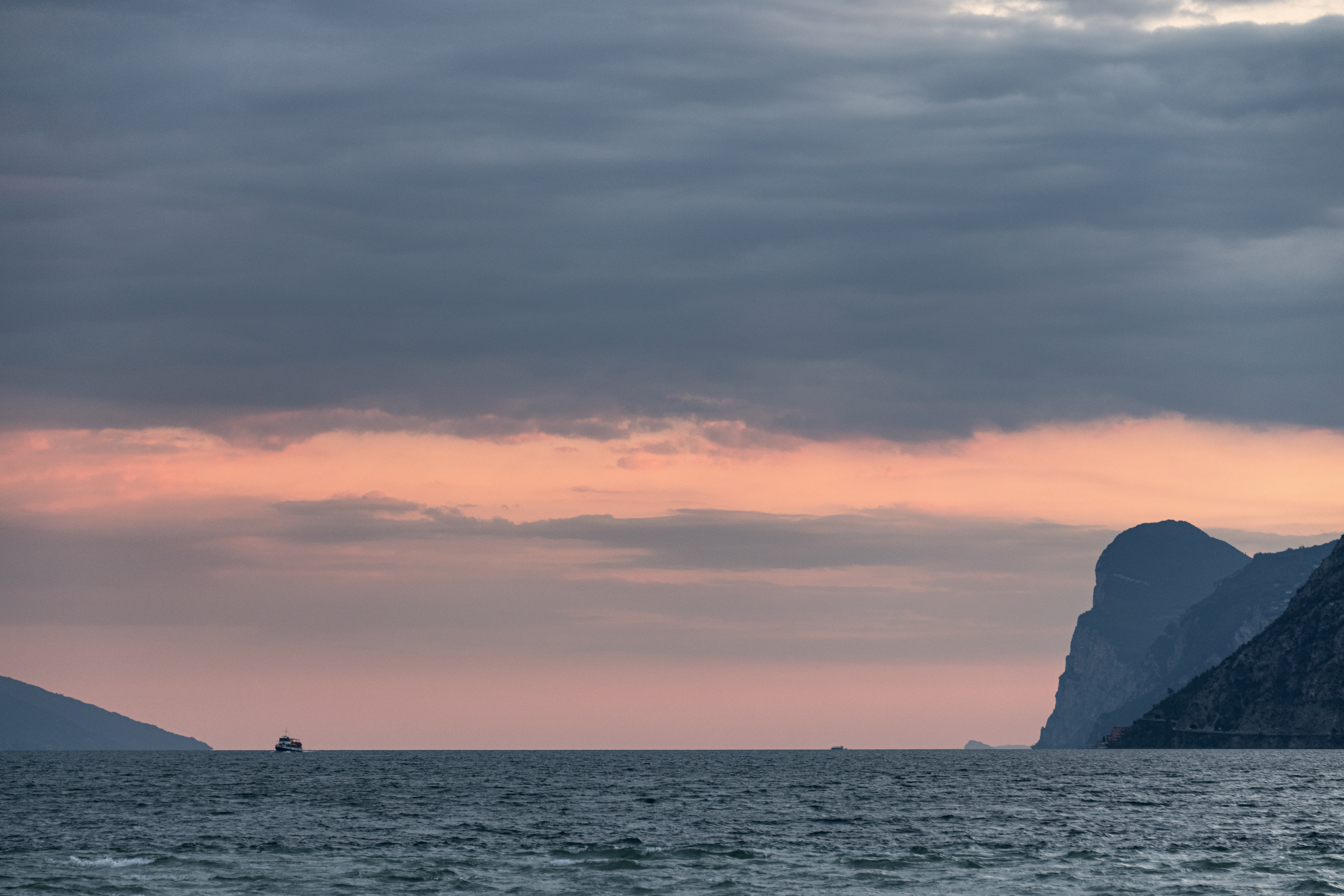
Der charakteristische Umriss des Monte Cas vom Nordufer des Gardasees
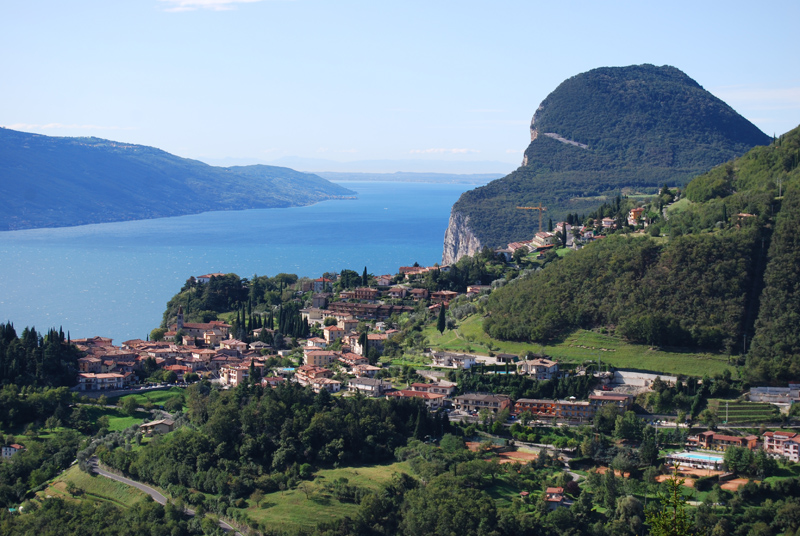
Die Nordseite von Tremosine aus gesehen